# Makedonischer Kammmolch
Der Makedonische Kammmolch (Triturus macedonicus) ist eine südosteuropäische Amphibienart aus der Gattung Triturus. Er wird erst seit wenigen Jahren als eigenständige Spezies innerhalb des Kammmolch-Artenkreises angesehen. Der Balkan-Kammmolch (Triturus arntzeni) wurde im Jahr 2013 dem Makedonischen Kammmolch zugeordnet und gilt seither als Synonym zu dieser Art.

## Merkmale
Der Makedonische Kammmolch ist relativ großwüchsig und kann eine Gesamtlänge von bis zu 20 Zentimetern erreichen. Seine Rückenfärbung ist variabel, die Farbvarianten reichen von Olivgrün über Brauntöne bis hin zu Schwarz. An den Seiten am Übergang von den Flanken zum Bauch sind keine oder lediglich wenige weiße Pünktchen vorhanden. Die Grundfarbe der Kehle ist schwärzlich, rötlich-braun oder orange. Zusätzlich sind auf der Kehle viele schwärzliche oder gelbe Pünktchen vorhanden. 
Die Wassertracht der Männchen zur Paarungszeit besteht aus einem spitz gezackten, hohen Kamm. Dieser beginnt in der Region der Augen, läuft über den Rücken und endet über der Schwanzwurzel. Der obere Hautsaum auf dem Schwanz ist hoch und lediglich leicht stumpf gezackt. Bei Weibchen und Jungtieren ist – anders als beim nahe verwandten Alpen-Kammmolch (Triturus carnifex) – keine gelbliche Rückenlinie vorhanden.
Der Makedonische Kammmolch besitzt 14 Rippen tragende Wirbel. Dadurch unterscheidet er sich anatomisch vom Asiatischen Kammmolch (13 Rippen tragende Wirbel), vom Nördlichen Kammmolch (15 solcher Wirbel) und vom Donau-Kammmolch (16 bis 17 Rippen tragende Wirbel).

## Vorkommen und Lebensraum
Das Verbreitungsgebiet umfasst das südliche Serbien, Montenegro, Teile Bosnien-Herzegowinas, Albanien, Makedonien sowie den Nordwesten Griechenlands. 2007 wurde der Makedonische Kammmolch auch im Südwesten Bulgariens in einer Höhe von 1650 m entdeckt.
Die Art ist von Meereshöhe bis in Höhenlagen von ungefähr 2000 Meter NN anzutreffen. Die griechischen Vorkommen beschränken sich fast nur auf höhere Bergregionen. Als Laichgewässer dienen unterschiedliche Typen von Gewässern darunter Weiher, Schmelzwasserteiche und kleine Bergseen ohne Fischbestand, aber auch Tümpel, Gräben oder betonierte Viehtränken. Wichtig ist, dass die Laichgewässer gut besonnt werden. 
Der Makedonische Kammmolch bevorzugt wie der Alpen-Kammmolch Gewässer in offenen Landschaften mit abwechslungsreicher Ufervegetation. Die Art soll höhere Ansprüche an ihr Habitat stellen als andere Molche. Das Gewässer muss sauber und möglichst das ganze Jahr über verfügbar sein und dennoch einen dichten Bewuchs von Wasserpflanzen aufweisen.

## Lebensweise
Über die Lebensweise ist bislang nur wenig bekannt. Abhängig von Region und Witterung finden sich geschlechtsreife Kammmolche ab Januar oder Februar in den Laichgewässern ein. Der Aufenthalt im Gewässer dauert individuell verschieden lange, anschließend wandern die Tiere zu ihren Landlebensräumen. In recht kalten Gewässern der Gebirge überwintern die Larven und gelangen erst im darauffolgenden Jahr zur Metamorphose. Zu Fressfeinden und Nahrung gibt es noch keine genaueren Informationen. 

## Systematik und Taxonomie
Der Makedonische Kammmolch wurde erstmals 1922 von Stanko Karaman als Molge karelinii var. macedonica beschrieben. Aus Molge karelinii wurde später Triturus karelinii, der Asiatische Kammmolch. Erst 1999 wurde nach Untersuchungen der mitochondrialen Erbsubstanz erkannt, dass dieser Kammmolch eher mit Triturus carnifex verwandt zu sein schien als mit dem Asiatischen Kammmolch. So wurde er als Unterart Triturus carnifex macedonicus zum Alpen-Kammmolch gestellt. Die neue Unterart war äußerlich durch ihre Färbung gut von der Nominatform Triturus carnifex carnifex zu unterscheiden. Die räumliche Trennung der Verbreitungsgebiete der beiden Unterarten (Allopatrie), hauptsächlich durch das Adriatische Meer, legte eine mindestens fünf Millionen Jahre zurückreichende getrennte Entwicklung nahe. Eine weitere molekularbiologische Untersuchung ergab, dass die genetischen Unterschiede zwischen den beiden Unterarten genau so groß waren wie beispielsweise zwischen den Arten Triturus marmoratus und Triturus pygmaeus. Dies war schließlich Veranlassung, Triturus carnifex macedonicus im Jahr 2007 zu einer eigenen Art unter dem wissenschaftlichen Namen Triturus macedonicus zu erheben.
2013 wurde der ebenfalls ursprünglich vom Asiatischen Kammmolch (Triturus karelinii) zuerst als Unterart und dann als eigene Art abgetrennte Balkan-Kammmolch (Triturus arntzeni) dem Makedonischen Kammmolch zugeordnet.

## Belege